# Noiseau
Noiseau é uma comuna francesa na região administrativa da Ilha de França, no departamento do Val-de-Marne. Estende-se por uma área de 4,49 km², com  4 375 habitantes, segundo os censos de 2007, com uma densidade de 974 hab/km².

## História
Esta terra senhorial pertencia ao senhor Griveu no século XIII, à casa dos Bouteillers, de Senlis no século XV, à família dos Viole no século XVI, quando Denis de Viole construiu um castelo; em 1754, e depois Guillaume de Noiseau no século XVIII, este lugar conheceu muitos senhores, mas poucas mudanças maiores.
O nascimento de Noiseau remonta ao início do século XIII, ao ano 1228 exatamente.
Henri Lefèbre d'Ormesson a possuía. A terra foi comprada durante a Revolução, e o castelo demolido em 1801.
Há muito tempo, Noiseau permaneceu uma pequena vila rural cuja atividade essencial era a agricultura (cultivo de trigo e beterraba), às quais foram adicionados desde a revolução industrial do século XIX, algumas pequenas empresas como a destilaria, a fábrica de tijolos ou pequenos trabalhos como a lavanderia.
Únicas testemunhas de um passado remoto: a fazenda briarde, ainda em atividade e a igreja, destruída e depois reconstruída na década de 1830 com a antiga prefeitura e uma sala de escola.

## Demografia
| 1793 | 1800 | 1806 | 1821 | 1831 | 1836 | 1841 | 1846 | 1851 |
| ---- | ---- | ---- | ---- | ---- | ---- | ---- | ---- | ---- |
| 144  | 162  | 167  | 142  | 126  | 132  | 140  | 152  | 140  |

| 1856 | 1861 | 1866 | 1872 | 1876 | 1881 | 1886 | 1891 | 1896 |
| ---- | ---- | ---- | ---- | ---- | ---- | ---- | ---- | ---- |
| 166  | 170  | 163  | 134  | 160  | 150  | 148  | 110  | 133  |

| 1901 | 1906 | 1911 | 1921 | 1926 | 1931 | 1936 | 1946 | 1954 |
| ---- | ---- | ---- | ---- | ---- | ---- | ---- | ---- | ---- |
| 121  | 138  | 133  | 125  | 226  | 368  | 458  | 495  | 799  |

| 1962 | 1968  | 1975  | 1982  | 1990  | 1999  | 2007  | - | - |
| --- | ----- | ----- | ----- | ----- | ----- | ----- | - | - |
| 1 096 | 1 175 | 1 809 | 2 667 | 2 831 | 3 971 | 4 375 | - | - |
| Para os censos de 1962 a 2006 a população legal corresponde à popolução sem duplicidades, segundo define o INSEE. |       |       |       |       |       |       |   |   |